# Contentmanagementsysteem
Een inhoudbeheersysteem, content-beheersysteem of contentmanagementsysteem is een softwaretoepassing, meestal een webapplicatie, die het mogelijk maakt dat mensen eenvoudig, zonder veel technische kennis, documenten en gegevens op internet kunnen publiceren (contentmanagement). Als afkorting wordt ook wel CMS gebruikt, naar het Engelse content management system (inhoudbeheersysteem). Een functionaliteit van een CMS is dat gegevens zonder lay-out (als platte tekst) kunnen worden ingevoerd, terwijl de gegevens worden gepresenteerd aan bezoekers met een lay-out door toepassing van sjablonen. Een CMS is vooral van belang voor websites waarvan de inhoud regelmatig aanpassing behoeft, en de inhoud in een vaste lay-out wordt gepresenteerd aan bezoekers. De meeste grote bedrijven gebruiken voor hun website tegenwoordig een CMS. Een bekende variatie op het CMS is bijvoorbeeld de weblog.
Naast bovenstaande betekenis van content management (ook wel web content management) wordt de term ook gebruikt voor de bredere variant, enterprise content management (ECM).
Een webmanager kan voor de invulling van een CMS-website zorgen.

## Onderdelen
Een CMS bestaat ten minste uit de volgende onderdelen:
- een (bijna altijd afgeschermde) administratiemodule, waar gegevens kunnen worden ingevoerd, verwijderd of aangepast.
- een database of een andere vorm van opslag van de gegevens.
- een presentatiemodule, waar de ingevoerde gegevens door bezoekers kunnen worden bekeken.

Daarnaast kunnen er andere onderdelen zijn:
- een zoekmodule
- een inlogmodule voor bezoekers, als het niet gewenst is dat anonieme bezoekers toegang hebben tot de inhoud
- een beheersmodule voor de gegevens van geautoriseerde bezoekers (en beheerders)
- een beheersmodule voor de presentatiesjablonen
- een module om persoonlijke informatie aan de bezoeker te tonen (personalisaties)
- een module om centraal artikelen aan te kunnen maken die op verschillende pagina's getoond kunnen worden

Een CMS kan worden gebouwd voor een specifieke toepassing, maar er zijn ook generieke CMS'en beschikbaar. Een aantal daarvan is onder een opensource-licentie gepubliceerd. Deze opensource-oplossingen zijn volgens onderzoek voor 77% een goed alternatief voor closedsource-oplossingen.

## Contentmanagementsystemen
Enkele contentmanagementsystemen zijn:
- Apache Lenya
- CMS Made Simple
- Contao
- Daisy
- DotNetNuke
- Drupal
- E107
- ImpressCMS
- Joomla!
- Mambo
- MMBase
- Movable Type
- PHP-Fusion
- PHP-Nuke
- Plone
- PostNuke
- RenovatioCMS
- SPIP
- Textpattern
- TYPO3
- Umbraco
- WebGUI
- WebsiteBaker
- WordPress
- XOOPS
- Zikula